# Metamorfosi

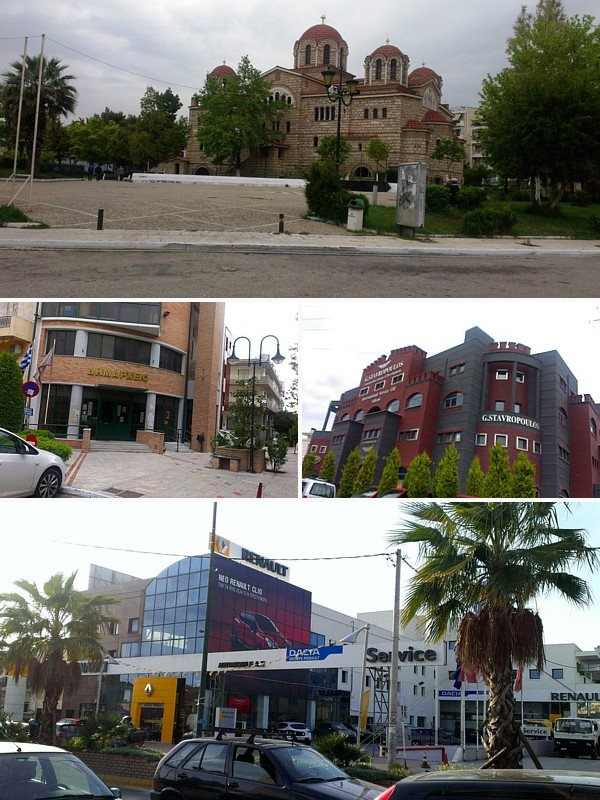
Eindrücke aus Metamorfosi

Metamorfosi (griechisch Μεταμόρφωση (f. sg.), bis 1957 Koukouvaounes Κουκουβάουνες (f. pl.)) ist eine Gemeinde im Norden der griechischen Hauptstadt Athen.

## Geografie
Metamorfosi liegt rund neun Kilometer nördlich des Athener Stadtzentrums auf durchschnittlich 170 m Höhe am linken, östlichen Ufer des Kifisos, der die Grenze zum benachbarten Acharnes markiert, hinter der sich in rund 5 Kilometern Entfernung nördlich der Parnitha erhebt. Das Gebiet ist bis auf einen schmalen Streifen entlang des Flusses vollständig bebaut und Teil des geschlossenen urbanen Stadtraums der Hauptstadt. Die weiteren Nachbargemeinden sind (beginnend im Norden, im Uhrzeigersinn) Kifisia, Lykovrysi-Pefki, Iraklio, Nea Ionia und Filadelfia-Chalkidona.
Metamorfosi gliedert sich in die Stadtviertel Agios Konstandinos (Άγιος Κωνσταντίνος), Longos (Λόγγος), Koprisia (Κοπρίσια), Zentrum (Κέντρο), Agia Varvara-Kanapitsa (Αγία Βαρβάρα-Καναπίτσα), Profitis Ilias (Προφήτης Ηλίας) und Nea Zoi-Bofilia (Νέα Ζωή-Μποφίλια).

## Geschichte
Im Gebiet von Metamorfosi wird die Lage des antiken attischen Demos Sypalēttos (Συπαληττός) verortet. Das Gebiet liegt an einer alten Straße, die nördlich aus Athen nach Dekeleia führte und deren Verlauf die moderne Hauptstraße, die Odos Tatoiou folgt.
An der Nordseite der Vorhalle der heutigen Friedhofskapelle Agii Theodori, einem Gebäude aus nachbyzantinischer Zeit (15./16. Jh.), befindet sich ein Arkosolium, das nachweislich aus mittelbyzantinischer Zeit stammt und den Ort möglicherweise mit einem Kloster sancti Theodori identifizierbar macht, das in einem Dokument des Papstes Innozenz III. erwähnt ist. Die kleine Kapelle Agia Anna am Kifisos wurde am Ende des 16. Jahrhunderts erbaut, wobei Spolien aus mittelbyzantinischer Zeit im Mauerwerk verbaut wurden. Diese ältesten Zeugnisse außerhalb des historischen Ortskerns geben Hinweis auf Besiedlung schon vor der Zeit des Herzogtums Athen.
Der eigentliche Ort Koukouvaounes ist erst in der Neuzeit belegt. Er war bis ins 20. Jahrhundert eine arvanitische Siedlung, deren albanischer Name als Fouvaia (Φουβάια, auch Fuvaje, Fuvajat) überliefert ist.
In der deutschen Übersetzung von Jacob Spons Voyage d’Italie, de Dalmatie, de Grèce et du Levant, fait aux années 1675 et 1676 findet das Dorf „nahe bey Athen / zwischen den Oliven⸗Bäumen“ als Cacovaones Erwähnung, Anfang des 19. Jahrhunderts berichteten englische Reisende von Koukoubages bzw. Koukouvaounes, wobei die Wortherkunft zu griechisch koukouvagia κουκουβάγια ‚Eule‘ bemerkt wurde und 30 Häuser gezählt wurden. (Noch heute ist die Eule das ‚Wappentier‘ der Gemeinde.)
Koukouvaounes gehörte ab 1833 zunächst zur Stadtgemeinde Acharnes und wurde 1912 der wachsenden Gemeinde Athen zugeschlagen. Die Bevölkerung des Dorfes stieg von 1879 bis 1907 von 515 auf 815 Personen an. Von den Auswirkungen des Bevölkerungsaustauschs zwischen Griechenland und der Türkei war Der Ort wenig betroffen: Die griechische Volkszählung von 1928 registriert von 1204 Einwohnern nur 39 Flüchtlinge aus der Türkei. Das wesentliche Wachstum der Gemeinde erfolgte mit der Urbanisierung der Athener Ebene in den 1950er und 1960er Jahren: Zwischen 1951 und 1971 stieg die Bevölkerung von 2807 auf 16.880 Einwohner. 1933 erhielt Koukouvaounes die Selbständigkeit als Landgemeinde und wurde 1972 als Metamorfosi zur Stadtgemeinde hochgestuft.
1933 wurde die postbyzantinische alte Kirche der Verklärung des Herrn (gr. Naos tis Metamorfoseos tou Sotiros) in Koukouvaounes durch einen größeren Neubau ersetzt. Nach diesem Patrozinium erhielt die Gemeinde 1957 ihren offiziellen Namen. 1985 begann man mit dem Bau einer historisierenden neuen Kirche in 80 Metern Entfernung, die im Dezember 2010 feierlich geweiht wurde.
Die Gemeinde, die im 20. Jahrhundert als ländlicher Vorort Athens auch Ausflügler anzog, ist heute eine moderne Stadt mit viel Grün, aber ohne eigentliches Stadtzentrum.

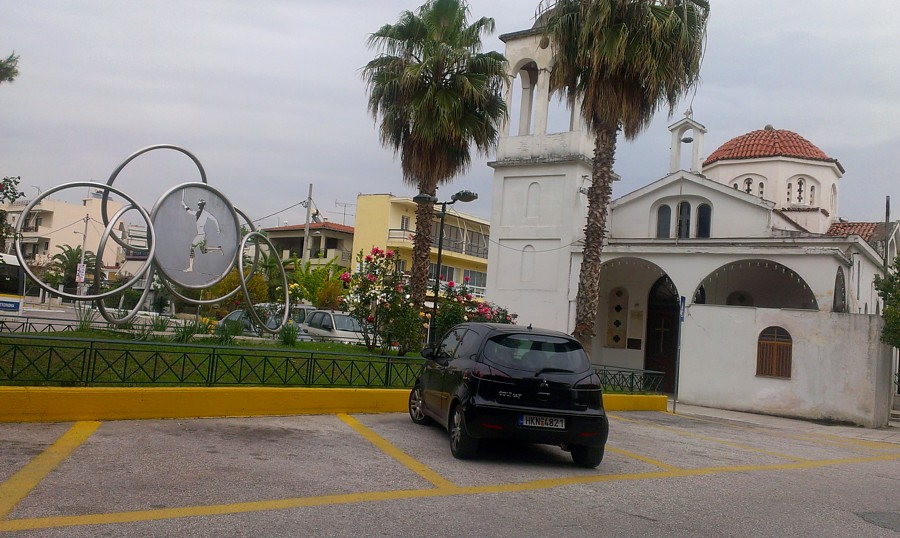
Die alte Verklärungskirche
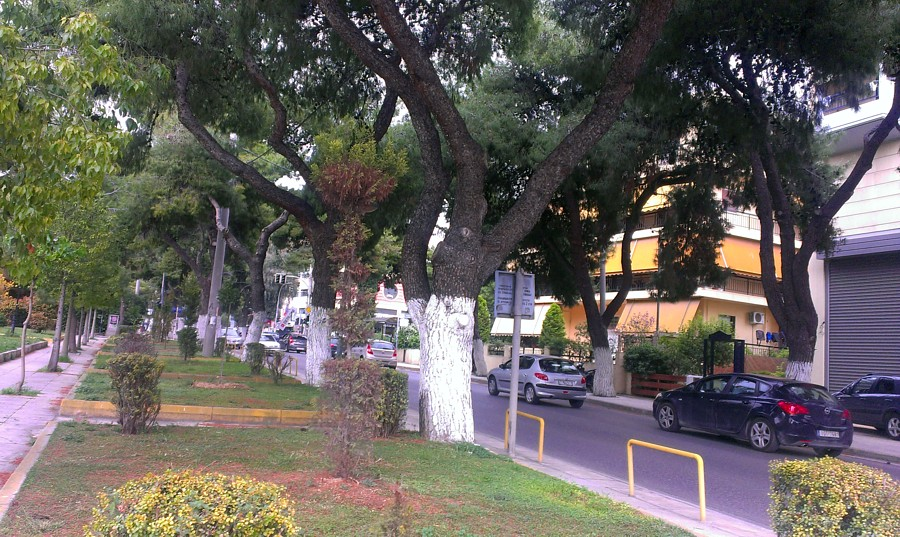
Die Odos Tatoiou
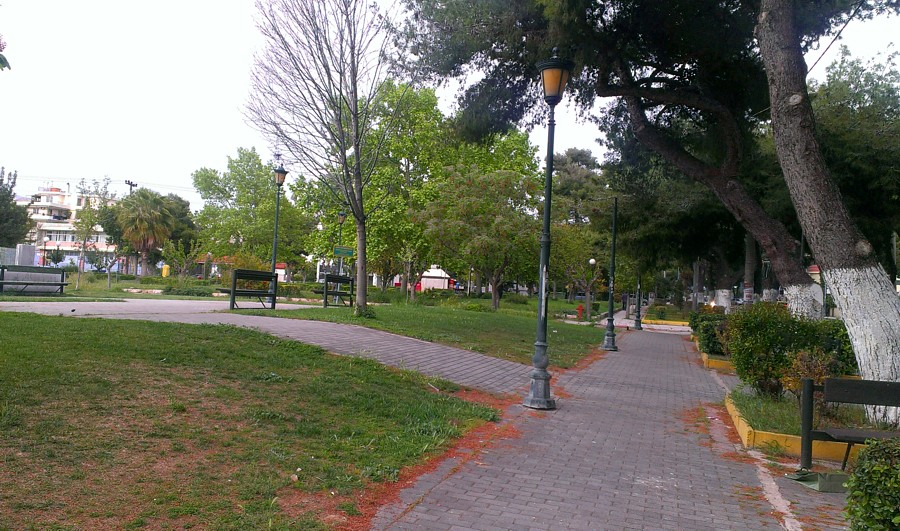
Park in Metamorfosi

## Wirtschaft und Infrastruktur
Metamorfosi hat im Norden ein Industriegebiet, in dem viele griechische Unternehmen, vornehmlich aus der Baustoff-Branche, ihren Sitz haben. Außerdem befindet sich hier an der Nordgrenze der Gemeinde seit 1980 eine der drei Kläranlagen der ESYAP (Wasserversorgungs- und Abwasser-Gesellschaft der Hauptstadt, Εταιρεία Ύδρευσης και Αποχέτευσης Πρωτεύουσας – ΕΣΥΑΠ), die die geklärten Abwässer in den Kifisos leitet. Der Joghurterzeuger Fage hat seit 1975 sein Stammwerk auf dem Gelände. Novartis Griechenland unterhält seinen Hauptsitz in Metamorfosi.
Durch Metamorfosi verlaufen parallel in Nord-Süd-Richtung die griechische A 1 und die Nationalstraße 1, die im Süden der Gemeinde von der Athener Ringautobahn gekreuzt werden. Von der Nationalstraße zweigt nach Norden eine unnummerierte Nationalstraße nach Tatoi ab. Anschluss an den öffentlichen Schienenverkehr besteht nicht, Stationen der Athener U- und S-Bahn-Linien liegen jeweils rund einen Kilometer vom Zentrum entfernt. Es besteht Anschluss durch Omnibusse. Der Athener Flughafen (30 km Entfernung) und der Hafen Piräus (20 km) sind über die Autobahnen direkt zu erreichen.